# 佐志駅
佐志駅（さしえき）は、かつて鹿児島県薩摩郡宮之城町大字広瀬（現・薩摩郡さつま町広瀬）に設置されていた、日本国有鉄道（国鉄）宮之城線の駅（廃駅）である。
1987年（昭和62年）1月10日、宮之城線の廃止に伴い、廃駅となった。

## 歴史
- 1934年（昭和9年）7月8日：宮之城駅 - 薩摩鶴田駅間開業に伴い、新設[1][2]。一般駅[1]。
- 1962年（昭和37年）3月25日：貨物の取り扱いを廃止[1]。
- 1964年（昭和39年）4月1日：委託駅になる。
- 1971年（昭和46年）10月20日：荷物扱い廃止[3]。無人化される[4]。
- 1987年（昭和62年）1月10日：宮之城線の全線廃止に伴い、廃駅となる[1]。

## 駅構造
単式ホーム1面1線を有した駅であり、無人駅であった。当駅には駅舎はなかった。

## 利用状況
以下に、年間の乗降人員および貨物取扱量を示す。
| 年度               | 乗降人員（人） | 貨物取扱量（t） |
| ------------------ | -------------- | --------------- |
| 1935年（昭和10年） | 28,150         | 1,800           |
| 1945年（昭和20年） | 75,450         | 5,810           |
| 1955年（昭和30年） | 78,624         | 9,697           |
| 1965年（昭和40年） | 79,155         | -               |
| 1968年（昭和43年） | 63,625         | -               |

## 駅周辺
旧佐志駅周辺には、代替バスの南国交通の「佐志駅前」バス停がある。

## 廃止後の状況
跡地には、「国鉄宮之城線佐志駅跡」の記念碑と車輪がある。なお。こちらは建設途中において建設計画中止となった佐賀県唐津市に設置予定となっていた国鉄呼子線の佐志駅(仮称)とは別である。

## 隣の駅
日本国有鉄道
宮之城線
宮之城駅 - 佐志駅 - 薩摩湯田駅